# 梁亨
梁亨（1403年—？），陝西西安府咸寧縣（今屬西安市）人，軍籍。明朝政治人物。同進士出身。

## 生平
陝西鄉試第二名舉人。宣德八年（1433年）癸丑科進士。官至戶部主事。

## 家族
曾祖父梁仕榮，曾任西永縣典史。父亲梁山。